# Molly Moo-Cow
Molly Moo-Cow este numele un personaj de desene animate care face parte din seria Rainbow Parade, filme create de Burt Gillett și Tom Palmer pentru Van Beuren Studios în anii 1930. Au fost realizate șase filme.
Seria a fost ulterior sindicalizată pentru televiziune. O parte din filme se găsesc pe DVD, pe colecțiile de desene animate din domeniul public.

## Filmografie
Primele două filme au fost produse în 2-strip Technicolor, ultimele patru în 3-strip Technicolor.
| Nr. | Titlu                             | Regia                    | Data premierei    | Observații |
| --- | --------------------------------- | ------------------------ | ----------------- | ---------- |
| 1   | The Picnic Panic                  | Burt Gillett, Tom Palmer | 3 mai 1935        |            |
| 2   | Hunters Are Coming                | Burt Gillett, Tom Palmer | 9 august 1935     |            |
| 3   | Molly Moo-Cow and the Butterflies | Burt Gillett, Tom Palmer | 15 noiembrie 1935 |            |
| 4   | Molly Moo-Cow and the Indians     | Burt Gillett, Tom Palmer | 15 noiembrie 1935 |            |
| 5   | Molly Moo-Cow and Rip Van Winkle  | Burt Gillett, Tom Palmer | 17 decembrie 1935 |            |
| 6   | Molly Moo-Cow and Robinson Crusoe | Burt Gillett, Tom Palmer | 28 februarie 1936 |            |